# Yuki Sato
Yuki Sato, född den 3 november 1980 i Shizuoka prefektur, är en japansk softbollspelare.
Hon tog OS-brons vid de olympiska softboll-turneringarna vid olympiska sommarspelen 2004 i Aten.